# Can You Hear Me (canción de Enrique Iglesias)
" Can You Hear Me " es la canción oficial de la Eurocopa 2008. Es interpretada por Enrique Iglesias, quien escribió la canción con Steve Morales y Frankie Storm.. La canción fue producida por Big Ben Diehl y Carlos Paucar, y grabada en los Circle House Studios en Miami, Florida. La canción recibió críticas en su mayoría negativas, pero logró el éxito en muchos países europeos donde estuvo entre los diez primeros.
La canción fue el tercer sencillo en inglés de Iglesias de su álbum Greatest Hits lanzado en junio de 2009, no obstante no pudo lograr  ingresar al Top 200 del Reino Unido.

## Fondo
La elección de esta canción fue anunciada por UEFA el 20 de mayo, Iglesias fue descrito como la persona perfecta para el trabajo. "Es una estrella internacional a la que le apasiona el futbol y quien tambien tiene origen Europeo", dijo el director comercial Philippe Margraff. Iglesias también se sintió feliz de ser elegido; "Estoy muy contento de poder contribuir a la competición de fútbol en Suiza y Austria y es un honor también para mí actuar en la final", dijo.
La canción se interpretó en la ceremonia de  clausura en Viena el 29 de junio. El sencillo fue lanzado el 26 de mayo, y el videoclip presenta varios  trucos de fútbol, gente  bailando, y la actuación de Iglesias, el videoclip fue dirigido por Paul Minor. "Can You Hear Me" fue relanzado posteriormente en el álbum Insomniac en Francia, Bélgica, Suiza, Austria, y Italia.

## Recepción
La reacción de la mayoría de medios de comunicación fue negativa, llegando inclusive considerarlo inadecuado para un evento de ese tipo  Darryl Broadfoot, del diario escocés El Heraldo, lo llamó un "melodia cursi impulsada por sintetizador". El diario noruego Dagbladet, dijo que no tenía propósito a la vez que no tenía nada que ver con el fútbol. El reviewers llamó la canción un rehusado lado B, y le dio solo uno de seis puntos en su criterio de clasificación. Nick Amies, de Deutsche Welle, llamado a la canción un "Un sencillo incipido, comercial y poco inspirador". También preferia "Seven Nation Army" por The White Stripes como la canción alternativa no oficial.

## Listados de pistas
CD1
1. "Can You Hear me" (versión principal) - 3:44
2. "Can You Hear Me" (UEFA remix) - 5:54

CD2
1. "Can You Hear Me" (Versión principal) - 3:44
2. "Can You Hear Me" (mezcla de radio de Moto Blanco) - 3:30
3. "Can You Hear Me" (mezcla del club Moto Blanco) - 8:30
4. "Can You Hear Me" (doblaje de Moto Blanco) - 8:00

Europa
1. "Can You Hear Me" (Main version) — 3:44
2. Can You Hear Me" (Moto Blanco radio mix) — 3:30
3. "Can You Hear Me" (Moto Blanco club mix) — 8:30
4. Can You Hear Me" (UEFA remix) — 5:54

Francia
1. "Can You Hear Me" (Versión principal) - 3:44
2. "Can You Hear Me" (Glam As You Full Club Mix de Guena LG) - 6:57
3. "Can You Hear Me" (Moto Blanco Club Mix) - 8:30

## Gráficos
| Chart (2008)                                | Peak position |
| ------------------------------------------- | ------------- |
| Austria (Ö3 Austria Top 40)                 | 17            |
| Bélgica (Flandes) (Ultratop 50)             | 12            |
| Bélgica (Valonia) (Ultratip Bubbling Under) | 9             |
| Bulgaria (IFPI)                             | 6             |
| CEI (Tophit)                                | 46            |
| Czech Republic (Rádio Top 100)              | 1             |
| Finlandia (OFC)                             | 5             |
| Francia (SNEP)                              | 21            |
| Alemania (Offizielle Deutsche Charts)       | 14            |
| Irlanda (IRMA)                              | 43            |
| Países Bajos (Dutch Top 40)                 | 1             |
| Países Bajos (Mega Single Top 100)          | 2             |
| Noruega (VG-lista)                          | 7             |
| Slovakia (Rádio Top 100)                    | 15            |
| Suecia (Sverigetopplistan)                  | 6             |
| Suiza (Schweizer Hitparade)                 | 2             |

| Chart (2008)                      | Position |
| --------------------------------- | -------- |
| Belgium (Ultratop Flanders)       | 76       |
| CIS (Tophit)                      | 171      |
| Netherlands (Dutch Top 40)        | 24       |
| Netherlands (Single Top 100)      | 25       |
| Sweden (Sverigetopplistan)        | 75       |
| Switzerland (Schweizer Hitparade) | 34       |